# Centrum Biurowe Neptun
Das Centrum Biurowe Neptun in Danzig ist ein Hochhaus in Polen. Er wurde in den Jahren von 2012 bis 2014 von Budimex aus Warschau erbaut. Die Dachhöhe beträgt 84 m und die Gesamthöhe 85 m. Bis 2018 war das Centrum Biurowe Neptun das höchste Hochhaus in Danzig. Derzeit ist es das zweithöchste Hochhaus in der Hansestadt und das dritthöchste in der Dreistadt Danzig-Gdynia-Sopot.